# غريت فايتز
غريت فايتز (بالنرويجية: Grete Waitz‏) هي عدائة ماراثون نرويجية ولدت في يوم 1 أكتوبر 1953 في مدينة أوسلو عاصمة النرويج، هي حاملة الرقم القياسي العالمي في سباق الماراثون، في سنة 1979 أصبحت أول امرأة تكسر حاجز زمن ساعتين ونصف دقيقة، فازت 9 مرات بماراثون نيويورك ما بين سنتي 1978 و1988. أبرز إنجازاتها الأخرى هو فوزها بالميدالية الفضية في دورة الألعاب الأولمبية الصيفية 1984 في لوس أنجلوس، كما فازت بالميدالية الذهبية في بطولة العالم لألعاب القوى 1983 في هلسنكي، كما فازت في ماراثون لندن مرتين في 1983 و1986، كما فازت 5 مرات في بطولة العالم للعدو الريفي. أعلن عن وفاتها في يوم 19 أبريل 2011 بعمر ال57 سنة بعد معاناتها من مرض السرطان.

## روابط خارجية
- غريت فايتز على موقع الاتحاد الدولي لألعاب القوى (الإنجليزية)
- غريت فايتز على موقع اللجنة الأولمبية الدولية (الإنجليزية)
- غريت فايتز على موقع أوليمبيديا (الإنجليزية)